# 吳元
吳元（？—？），清朝官員，本籍直隸。

## 生平
吳元於1782年（乾隆47年）接替張啟進，擔任台灣府淡水廳新莊巡檢一職，是大台北地區的地方父母官。